# بيوتيت
البيوتيت هو معدن، أطلق اسمه تكريماً للعالم الفيزيائي الفرنسي بيوت والمعدن من أهم معادن مجموعة الميكا وأوسعها انتشاراً وتركيبه الكيميائي سيليكات البوتاسيوم والمغنيسيوم والحديد والألومنيوم K (Mg, Fe)3 (AlSi3O10) (OH)2.
وهو مشابه لتركيب الفلوجوبيت ولكن يحدث إحلال بدرجة كبيرة للحديد الثنائي محل المغنيسيوم، والألمنيوم محل السليكا ويحل الصوديوم والكالسيوم والباريوم والروبيديوم والسيزيوم محل البوتاسيوم. وتوجد متسلسلة معقدة بين الفلوجوبيت والبيوتيت.

## معرض صور

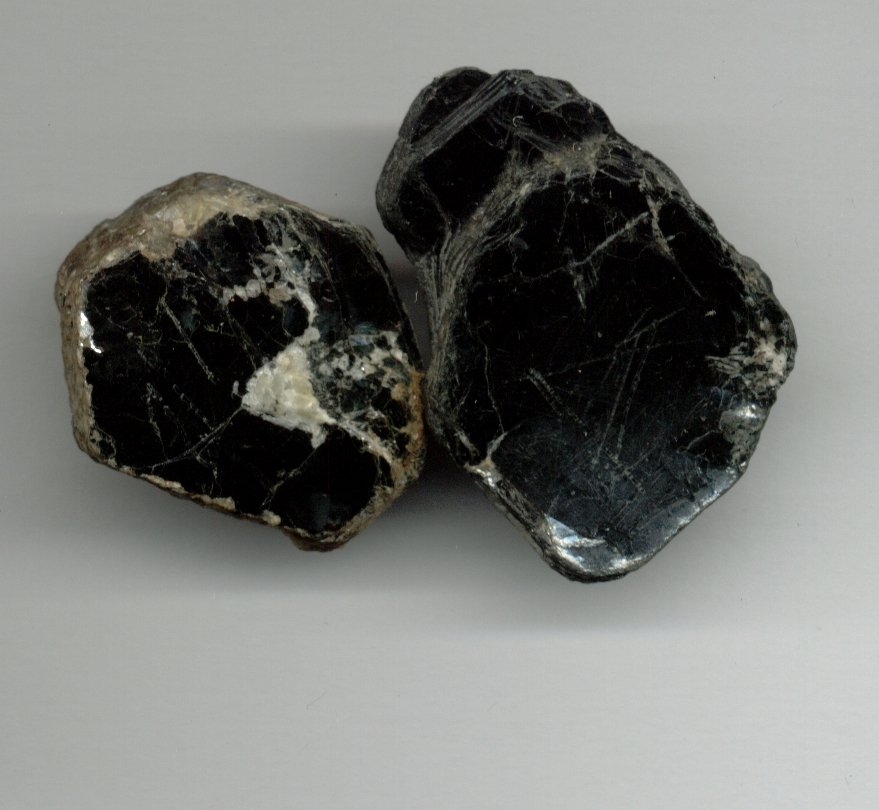
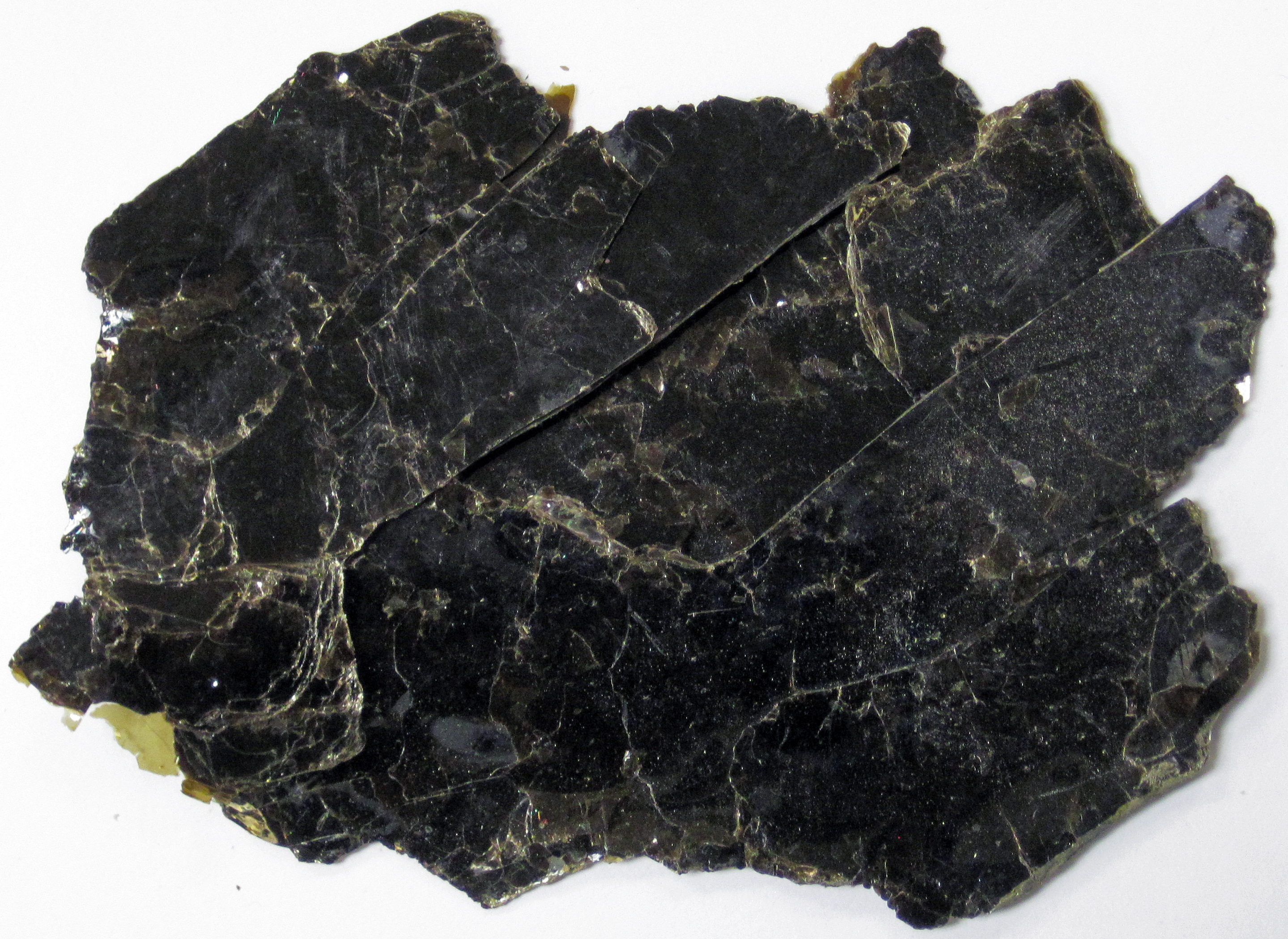
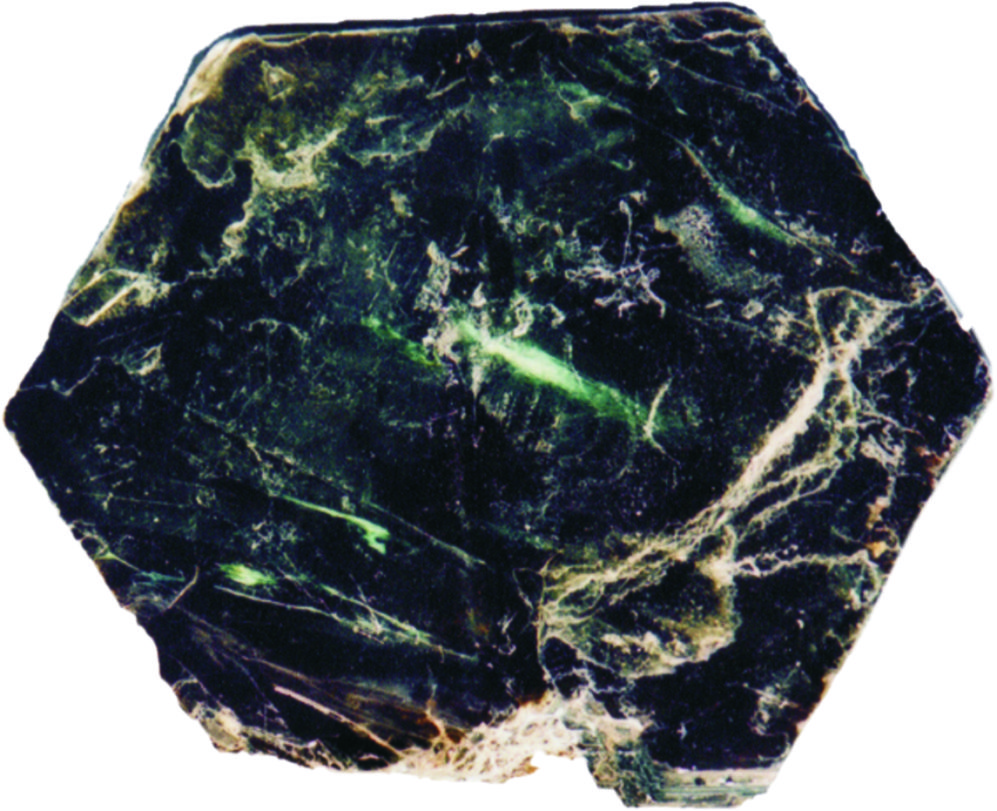